# Петрушевич Роман Омелянович
Роман Омелянович Петрушевич (15 червня 1872 — після весни 1940) — український громадський, державний діяч, за фахом — військовик.

## Життєпис
Наймолодший син о. Петрушевича Омеляна, молодший брат президента ЗУНР Євгена Петрушевича.
Навчався військової справи, закінчив правничі студії. Член Українського Громадського комітету в Кам'янці-Бузькій (також о. Микола Цегельський, І. Вертипорох та інші); роззброїли вояків старшинської школи у місті після Листопадового чину у Львові,  що сприяло встановленню влади Української держави (ЗУНР) в Кам'янці-Бузькій та в повіті
. Був повітовим комісаром Української держави (ЗУНР) в Кам'янці-Бузькій, ініціював створення різноманітних українських товариств, долучився до побудови у місті «Народного дому».
Зазнавав переслідувань з боку польської, більшовицької влад. 9 квітня 1940 року був заарештований енкаведистами. За вироком суду висланий на 5 років у Краснодарський край . Мотив - "за боротьбу проти революційного руху"..
```
 Подальша його доля невідома.
```

## Родина
Дружина, сини Юрій, Степан були вивезені до Казахстану. Юрій вижив, 1941 року емігрував на захід.